# Sportverein Babelsberg 1903 2020-2021
Questa voce raccoglie le informazioni riguardanti il Sportverein Babelsberg 1903 nelle competizioni ufficiali della stagione 2020-2021.

## Stagione
Nella stagione 2020-2021 il Babelsberg, allenato da Predrag Uzelac, concluse il campionato di Regionalliga nordest all'11º posto.

## Rosa
| N. |                     | Ruolo | Calciatore         |
| -- | ------------------- | ----- | ------------------ |
| 1  | Germania (bandiera) | P     | Marvin Gladrow     |
| 3  | Germania (bandiera) | D     | Marcus Hoffmann    |
| 5  | Germania (bandiera) | D     | Jake-Robert Wilton |
| 6  | Germania (bandiera) | D     | Paul Wegener       |
| 7  | Germania (bandiera) | D     | Lukas Wilton       |
| 8  | Serbia (bandiera)   | C     | Bogdan Rangelov    |
| 9  | Germania (bandiera) | A     | Frank Zille        |
| 11 | Germania (bandiera) | C     | Tino Schmidt       |
| 12 | Germania (bandiera) | P     | Justin Borchardt   |
| 14 | Germania (bandiera) | C     | Leonard Koch       |
| 15 | Germania (bandiera) | D     | Ahmed Dündar       |
| 16 | Germania (bandiera) | D     | Philip Saalbach    |
| 17 | Germania (bandiera) | C     | Fabrice Montcheu   |

| N. |                     | Ruolo | Calciatore         |
| -- | ------------------- | ----- | ------------------ |
| 18 | Germania (bandiera) | C     | David Danko        |
| 19 | Germania (bandiera) | A     | Pieter-Marvin Wolf |
| 20 | Germania (bandiera) | A     | Felix Pilger       |
| 21 | Germania (bandiera) | C     | Sven Reimann       |
| 22 | Germania (bandiera) | D     | Dominik N'Gatie    |
| 23 | Germania (bandiera) | D     | Franz Bobkiewicz   |
| 24 | Germania (bandiera) | A     | Manuel Härtel      |
| 28 | Germania (bandiera) | P     | Matthias Boron     |
| 28 | Germania (bandiera) | P     | Marco Flügel       |
| 30 | Croazia (bandiera)  | D     | Petar Lela         |
| 32 | Germania (bandiera) | A     | Daniel Frahn       |
| 33 | Germania (bandiera) | A     | Robin Müller       |
| 34 | Germania (bandiera) | C     | Tobias Dombrowa    |

## Organigramma societario
Area tecnica
- Allenatore: Predrag Uzelac
- Allenatore in seconda: Enrico Große
- Preparatore dei portieri: Matthias Boron, Callum McLean
- Preparatori atletici:
- Analisi video:

## Calciomercato

### Sessione estiva
| Acquisti | Acquisti        | Acquisti          | Acquisti |
| R.       | Nome            | da                | Modalità |
| -------- | --------------- | ----------------- | -------- |
| D        | Dominik N'Gatie | Ingolstadt 04 II  |          |
| D        | Paul Wegener    | Hertha Zehlendorf |          |
| D        | Lukas Wilton    | FSV Francoforte   |          |
| A        | Frank Zille     | Bischofswerdaer   |          |
| C        | Tino Schmidt    | Viktoria Berlino  |          |
| A        | Felix Pilger    | Babelsberg U19    |          |

| Cessioni | Cessioni          | Cessioni             | Cessioni |
| R.       | Nome              | a                    | Modalità |
| -------- | ----------------- | -------------------- | -------- |
| D        | Dimitrios Komnos  | Union Fürstenwalde   |          |
| P        | Dominik Picak     | Međimurje            |          |
| C        | André Marenin     | Brandenburger SC Süd |          |
| C        | Justin Neumann    | SC Staaken           |          |
| A        | Ahmet Sagat       | Rot-Weiß Coblenza    |          |
| C        | Alexander Siebeck | BFC Dynamo           |          |

## Risultati

### Regionalliga nordest

#### Girone di andata
| Arbitro: | Bärmann |

|                  |           |             |
| Oesterhelweg 10’ | Marcatori | 13’ Schmidt |

| Arbitro: | Lämmchen |

|           |           |                                    |
| Frahn 44’ | Marcatori | 10’ Plumpe 48’ Becker 67’ Borowski |

| Arbitro: | Bartnitzki |

|             |           |                       |
| Kavalír 68’ | Marcatori | 10’ Dombrowa 82’ Lela |

| Arbitro: | Wilske |

|                 |           |                |
| Wilton 44’, 67’ | Marcatori | 2’, 59’ Bickel |

| Arbitro: | Lechner |

|              |           |            |
| Gorbunow 85’ | Marcatori | 15’ Wilton |

| Arbitro: | Kutscher |

|  |           |              |
|  | Marcatori | 69’ Brügmann |

| Arbitro: | Müller |

|             |           |           |
| Ciğerci 90’ | Marcatori | 47’ Frahn |

| Arbitro: | Markhoff |

|                      |           |           |
| Frahn 7’ (rig.), 50’ | Marcatori | 90’ Tamim |

| Arbitro: | Hempel |

|                        |           |  |
| Gawe 62’, 90’ Graf 83’ | Marcatori |  |

| Arbitro: | Gaunitz |

|                                            |           |                  |
| Frahn 52’ (rig.) Rangelov 90’ Dombrowa 90’ | Marcatori | 65’ (rig.) Güler |

| Arbitro: | Wartmann |

|                                       |           |  |
| rdis Fərcad-Azad 48’ Küc 67’ Hovi 85’ | Marcatori |  |

| Arbitro: | Jessen |

|                                  |           |  |
| Müller 20’ Frahn 27’ Reimann 50’ | Marcatori |  |

| Arbitro: | Ostrin |

|                     |           |                           |
| Löder 59’ Hoppe 67’ | Marcatori | 22’ Rangelov 65’ Dombrowa |

| 8 novembre 2020, ore CET 14ª giornata | Babelsberg | – non disputata | Chemie Lipsia |  |

| 20 novembre 2020, ore CET 15ª giornata | Babelsberg | – non disputata | Union Fürstenwalde |  |

| 29 novembre 2020, ore CET 16ª giornata | Lokomotive Lipsia | – non disputata | Babelsberg |  |

| 6 dicembre 2020, ore CET 17ª giornata | Babelsberg | – non disputata | BFC Dynamo |  |

| 13 dicembre 2020, ore CET 18ª giornata | Hertha Berlino II | – non disputata | Babelsberg |  |

| 20 dicembre 2020, ore CET 19ª giornata | Babelsberg | – non disputata | Berliner AK 07 |  |

#### Girone di ritorno
| 24 gennaio 2021, ore CET 20ª giornata | Babelsberg | – non disputata | Carl Zeiss Jena |  |

| 31 gennaio 2021, ore CET 21ª giornata | Luckenwalde | – non disputata | Babelsberg |  |

| 7 febbraio 2021, ore CET 22ª giornata | Babelsberg | – non disputata | Bischofswerdaer |  |

| 14 febbraio 2021, ore CET 23ª giornata | Chemnitz | – non disputata | Babelsberg |  |

| 21 febbraio 2021, ore CET 24ª giornata | Babelsberg | – non disputata | Optik Rathenow |  |

| 28 febbraio 2021, ore CET 25ª giornata | Energie Cottbus | – non disputata | Babelsberg |  |

| 7 marzo 2021, ore CET 26ª giornata | Babelsberg | – non disputata | Altglienicke |  |

| 14 marzo 2021, ore CET 27ª giornata | TeBe Berlino | – non disputata | Babelsberg |  |

| 21 marzo 2021, ore CET 28ª giornata | Babelsberg | – non disputata | Lichtenberg 47 |  |

| 4 aprile 2021, ore CEST 29ª giornata | Meuselwitz | – non disputata | Babelsberg |  |

| 11 aprile 2021, ore CEST 30ª giornata | Babelsberg | – non disputata | Viktoria Berlino |  |

| 18 aprile 2021, ore CEST 31ª giornata | VfB Auerbach | – non disputata | Babelsberg |  |

| 25 aprile 2021, ore CEST 32ª giornata | Babelsberg | – non disputata | Germania Halberstadt |  |

| 2 maggio 2021, ore CEST 33ª giornata | Chemie Lipsia | – non disputata | Babelsberg |  |

| 9 maggio 2021, ore CEST 34ª giornata | Union Fürstenwalde | – non disputata | Babelsberg |  |

| 16 maggio 2021, ore CEST 35ª giornata | Babelsberg | – non disputata | Lokomotive Lipsia |  |

| 30 maggio 2021, ore CEST 36ª giornata | BFC Dynamo | – non disputata | Babelsberg |  |

| 6 giugno 2021, ore CEST 37ª giornata | Babelsberg | – non disputata | Hertha Berlino II |  |

| 13 giugno 2021, ore CEST 38ª giornata | Berliner AK 07 | – non disputata | Babelsberg |  |

## Statistiche

### Statistiche di squadra
| Competizione | Punti | In casa | In casa | In casa | In casa | In casa | In casa | In trasferta | In trasferta | In trasferta | In trasferta | In trasferta | In trasferta | Totale | Totale | Totale | Totale | Totale | Totale | DR |
| Competizione | Punti | G       | V       | N       | P       | Gf      | Gs      | G            | V            | N            | P            | Gf           | Gs           | G      | V      | N      | P      | Gf     | Gs     | DR |
| ------------ | ----- | ------- | ------- | ------- | ------- | ------- | ------- | ------------ | ------------ | ------------ | ------------ | ------------ | ------------ | ------ | ------ | ------ | ------ | ------ | ------ | -- |
| Regionalliga | 17    | 6       | 3       | 1       | 2       | 11      | 8       | 7            | 1            | 4            | 2            | 7            | 12           | 13     | 4      | 5      | 4      | 18     | 20     | -2 |
| Totale       | 17    | 6       | 3       | 1       | 2       | 11      | 8       | 7            | 1            | 4            | 2            | 7            | 12           | 13     | 4      | 5      | 4      | 18     | 20     | -2 |

### Andamento in campionato
| Giornata  | 1  | 2  | 3  | 4  | 5  | 6  | 7  | 8  | 9  | 10 | 11 | 12 | 13 | 14 | 15 | 16 | 17 | 18 | 19 | 20 | 21 | 22 | 23 | 24 | 25 | 26 | 27 | 28 | 29 | 30 | 31 | 32 | 33 | 34 | 35 | 36 | 37 | 38 |
| --------- | -- | -- | -- | -- | -- | -- | -- | -- | -- | -- | -- | -- | -- | -- | -- | -- | -- | -- | -- | -- | -- | -- | -- | -- | -- | -- | -- | -- | -- | -- | -- | -- | -- | -- | -- | -- | -- | -- |
| Luogo     | T  | C  | T  | C  | T  | C  | T  | C  | T  | C  | T  | C  | T  | C  | C  | T  | C  | T  | C  | C  | T  | C  | T  | C  | T  | C  | T  | C  | T  | C  | T  | C  | T  | T  | C  | T  | C  | T  |
| Risultato | N  | P  | V  | N  | N  | P  | N  | V  | P  | V  | P  | V  | N  |    |    |    |    |    |    |    |    |    |    |    |    |    |    |    |    |    |    |    |    |    |    |    |    |    |
| Posizione | 10 | 13 | 10 | 12 | 12 | 15 | 15 | 11 | 14 | 10 | 13 | 11 | 11 | 11 | 11 | 11 | 11 | 11 | 11 | 11 | 11 | 11 | 11 | 11 | 11 | 11 | 11 | 11 | 11 | 11 | 11 | 11 | 11 | 11 | 11 | 11 | 11 | 11 |

Legenda:

Luogo: C = Casa; T = Trasferta. Risultato: V = Vittoria; N = Pareggio; P = Sconfitta.

### Statistiche dei giocatori
| F. Bobkiewicz | 4  | 0 | 1 | 0 |
| J. Borchardt  | 4  | 0 | 0 | 0 |
| M. Boron      | 0  | 0 | 0 | 0 |
| D. Danko      | 7  | 0 | 5 | 0 |
| T. Dombrowa   | 13 | 3 | 0 | 0 |
| A. Dündar     | 0  | 0 | 0 | 0 |
| M. Flügel     | 0  | 0 | 0 | 0 |
| D. Frahn      | 13 | 6 | 3 | 0 |
| M. Gladrow    | 9  | 0 | 2 | 0 |
| M. Hoffmann   | 13 | 0 | 1 | 0 |
| M. Härtel     | 0  | 0 | 0 | 0 |
| L. Koch       | 0  | 0 | 0 | 0 |
| P. Lela       | 13 | 1 | 4 | 0 |
| F. Montcheu   | 5  | 0 | 1 | 0 |
| R. Müller     | 11 | 1 | 2 | 1 |
| D. N'Gatie    | 5  | 0 | 0 | 0 |
| F. Pilger     | 0  | 0 | 0 | 0 |
| B. Rangelov   | 12 | 2 | 2 | 0 |
| S. Reimann    | 7  | 1 | 1 | 0 |
| P. Saalbach   | 9  | 0 | 6 | 0 |
| T. Schmidt    | 6  | 1 | 0 | 0 |
| P. Wegener    | 8  | 0 | 1 | 0 |
| J. Wilton     | 12 | 0 | 3 | 1 |
| L. Wilton     | 12 | 3 | 4 | 0 |
| P. Wolf       | 10 | 0 | 1 | 0 |
| F. Zille      | 0  | 0 | 0 | 0 |